# Дутчак Параска Семенівна
Параска Семенівна Дутчак (3 березня 1929, Фитьків, Надвірнянський повіт, Станіславівське воєводство, Друга Річ Посполита — ?, Фитьків, Надвірнянський район, Івано-Франківська область, Україна) — праведниця народів світу (1993) та праведниця України (2007).

## Біографія
Народилася 3 березня 1929 року в Фитькові на Надвірнянщині. До війни закінчила 2 класи місцевої школи. Під час Другої світової війни переховувала Клару Аксельрод із дому Дакс.

### Порятунок євреїв
Йосиф Петраш (1885 р.н.) був священником у Горохолині Станіславівській області. Він та його сім'я були добре знайомі з трьома членами родини Дакс. 2 липня 1941 року німці окупували місцевість. Місцеві євреї були змушені залишити свої будинки та перебратися до гетто у Станіславів. Через кілька місяців Юделю Даксу, його дружині та дочці Кларі вдалося втекти з гетто за допомогою одного з поліцаїв. Вони повернулися до Горохолині і попросили Петраша сховати їх у його будинку, і той погодився. На початку 1943 року в будинку священника квартирували німці, і Даксам довелося піти. Юдель та його дружина пішли в ліси, а їхня дочка, за порадою Петраша, вирушила до Фитькова. Там Кларі дала притулок Параска Дутчак, родичка Йосипа. Вона подбала про безпеку Клари, одягнувши її в селянський одяг і навчивши християнськими молитвами та звичаями. Клара прожила у Параски Дутчак до 27 липня 1944 року, після чого повернулася до батька. Матір Клари німці зловили та розстріляли. Клара (у шлюбі Аксельрод) залишилася жити в Україні.

## Пам'ять
- 6 липня 1993 року Яд Вашем удостоїв Йосефа Петраша та Параску Дутчак почесним званням «Праведник народів світу». (ідентифікаційний номер 4044297), їхні імена внесені до стіни пошани[2].
- 2007 рік — звання праведник України.
- 2010 рік — орден  «За мужність»  III ступеня[3]

## Галерея

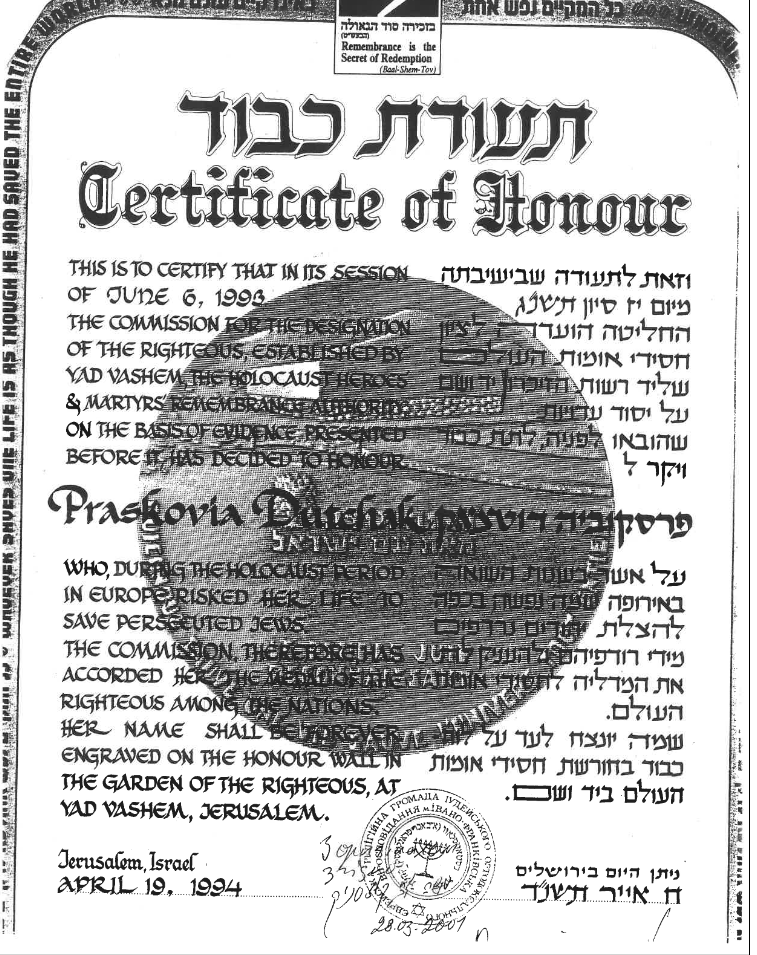
Праведник світу